# Nika Savolainen
Nika Savolainen (* 1988) ist eine finnische Schauspielerin.

## Biografie
Savolainen spricht neben Finnisch auch Russisch, da ihre Mutter aus der Sowjetunion stammt. Aufgrund ihrer Sprachkenntnisse war sie auch an Film- und Fernsehproduktionen in Russland beteiligt. Ihr Debüt gab sie 2015 in dem Film Napapiirin sankarit 2. Anschließend trat sie 2016 in Sota ja mielenrauha auf. 2018 wurde sie für die Fernsehserie Bullets gecastet.
Außerdem war Savolainen 2019 in der Serie Zimmer 301 zu sehen. Unter anderem bekam sie 2020 in Näkemiin Neuvostoliitto eine Hauptrolle. Ihre nächste Hauptrolle bekam sie 2021 in Omerta 6/12. Danach setzte sie 2022 ihre Karriere in Jälkeläiset fort.

## Filmografie
Filme
- 2015: Napapiirin sankarit 2
- 2016: Sota ja mielenrauha
- 2017: Jaettu rakkaustarina
- 2017: Tuntematon sotilas
- 2020: Näkemiin Neuvostoliitto
- 2021: Omerta 6/12

Serien
- 2018: Bullets
- 2019: Zimmer 301
- 2019: Nyrkki
- 2020:  Thin Ice
- 2022: Jälkeläiset